# Withania begonifolia
Withania begonifolia là loài thực vật có hoa trong họ Cà. Loài này được (Roxb.) Hunz. miêu tả khoa học đầu tiên năm 1995.